# Diederik Simon
Diederik Rudolf Simon (Bloemendaal, 10 de abril de 1970) es un deportista neerlandés que compitió en remo.
Participó en cinco Juegos Olímpicos de Verano, entre los años 1996 y 2012, obteniendo tres medallas, oro en Atlanta 1996 (ocho con timonel), plata en Sídney 2000 (cuatro scull) y plata en Atenas 2004 (ocho con timonel).
Ganó dos medallas en el Campeonato Mundial de Remo, en los años 2001 y 2009.

## Palmarés internacional
| Juegos Olímpicos   | Juegos Olímpicos         | Juegos Olímpicos  | Juegos Olímpicos |
| Año                | Lugar                    | Medalla           | Prueba           |
| ------------------ | ------------------------ | ----------------- | ---------------- |
| 1996               | Atlanta (Estados Unidos) | Medalla de oro    | Ocho con timonel |
| 2000               | Sídney (Australia)       | Medalla de plata  | Cuatro scull     |
| 2004               | Atenas (Grecia)          | Medalla de plata  | Ocho con timonel |
| Campeonato Mundial |                          |                   |                  |
| Año                | Lugar                    | Medalla           | Prueba           |
| 2001               | Lucerna (Suiza)          | Medalla de plata  | Cuatro scull     |
| 2009               | Poznań (Polonia)         | Medalla de bronce | Ocho con timonel |